# Opelousas
Opelousas és una població dels Estats Units a l'estat de Louisiana. Segons el cens del 2000 tenia 22.860 habitants.

## Demografia
Segons el cens del 2000, Opelousas tenia 22.860 habitants. La densitat de població era de 1.250,2 habitants/km².
Per edats la població es repartia de la següent manera: un 30,3% tenia menys de 18 anys, un 9,4% entre 18 i 24, un 24,9% entre 25 i 44, un 19,6% de 45 a 60 i un 15,8% 65 anys o més.
L'edat mediana era de 34 anys. Per cada 100 dones de 18 o més anys hi havia 77,4 homes.
La renda mediana per habitatge era de 14.717 $ i la renda mediana per família de 19.966 $. Els homes tenien una renda mediana de 24.588 $ mentre que les dones 17.104 $. La renda per capita de la població era de 9.957 $. Entorn del 37,7% de les famílies i el 43,1% de la població estaven per davall del llindar de pobresa.

## Poblacions més properes
El següent diagrama mostra les poblacions més properes.